# Néoules
Néoules est une commune française située dans le département du Var en région Provence-Alpes-Côte d'Azur.

## Géographie

### Localisation
Néoules est un village qui se situe au cœur du Var, au sein de la Provence Verte, en France. Entouré de vignes, il est à trente minutes de la mer (Hyères, Toulon). C'est un peu le centre de la Provence, Néoules est à la même distance des villes de Marseille, Aix et Draguignan (60 kilomètres).
Administrativement, le village est rattaché au canton de Garéoult.
La commune s’étend sur une superficie de 2 508 hectares et repose sur quatre sources : Font Veille, Font Robert, Font Gayaou et Font Marcellin. Située à l’écart des grands axes et flux de circulation du secteur (RD 54, RD 5 et RD 64), Néoules offre une tranquillité et un cadre de vie incomparables.
C'est une des 43 communes du pays de la Provence Verte, qui a obtenu le label « Villes et Pays d'art et d'histoire ».

### Géologie et relief
Adossé au massif de la Verrerie et du Saint Clément (705 mètres), ensembles boisés dominant vers le sud la vallée du Gapeau par la barre de Cuers, le village de Néoules fait face à la montagne de la Loube (850 mètres) de l’autre côté de la plaine arrosée par l’Issole. Il est situé sur un coteau rocheux à une altitude de 325 mètres.

### Sismicité
La commune se situe en zone de sismicité : faible. Bâtiment existant de catégorie d'importance III.

### Hydrographie et les eaux souterraines
On compte cinq sources sur la commune :
- Font Gayaou, première source alimentant le village ;
- Font Vieille ;
- Font Robert ;
- Font Marcellin, appelée «　la mère des eaux　» ;
- La Servette.

#### Cours d'eau
- Rivière[6] l'Issole (Var)[7],[8].
- Ruisseaux de la Foux[9] affluent du Caramy, des Pourraques, de Néoules, du Cendrier.

### Climat
Pour des articles plus généraux, voir Climat de Provence-Alpes-Côte d'Azur et Climat du Var.
En 2010, le climat de la commune est de type climat méditerranéen franc, selon une étude du Centre national de la recherche scientifique s'appuyant sur une série de données couvrant la période 1971-2000. En 2020, Météo-France publie une typologie des climats de la France métropolitaine dans laquelle la commune est exposée à un climat méditerranéen et est dans la région climatique  Provence, Languedoc-Roussillon, caractérisée par une pluviométrie faible en été, un très bon ensoleillement (2 600 h/an), un été chaud (21,5 °C), un air très sec en été, sec en toutes saisons, des vents forts (fréquence de 40 à 50 % de vents > 5 m/s) et peu de brouillards. 
Pour la période 1971-2000, la température annuelle moyenne est de 13,6 °C, avec une amplitude thermique annuelle de 15 °C. Le cumul annuel moyen de précipitations est de 821 mm, avec 6,2 jours de précipitations en janvier et 1,9 jours en juillet. Pour la période 1991-2020, la température moyenne annuelle observée sur la station météorologique de Météo-France la plus proche, « Cuers », sur la commune de Cuers à 9 km à vol d'oiseau, est de 15,5 °C et le cumul annuel moyen de précipitations est de 778,9 mm. 
La température maximale relevée sur cette station est de 41,3 °C, atteinte le 5 août 2017 ; la température minimale est de −9,3 °C, atteinte le 11 février 2012,,. 
Les paramètres climatiques de la commune ont été estimés pour le milieu du siècle (2041-2070) selon différents scénarios d'émission de gaz à effet de serre à partir des nouvelles projections climatiques de référence DRIAS-2020. Ils sont consultables sur un site dédié publié par Météo-France en novembre 2022.

### Voies de communications et transports

#### Voies routières
La commune se situe sur la D 68 Garéoult - Méounes-lès-Montrieux, entre les départementales 12 et 43 qui relient Brignoles à Toulon.

### Transports en commun
- Transport en Provence-Alpes-Côte d'Azur

#### Transports routiers
Le transport collectif est assuré par le réseau régional "Zou !".

#### Lignes SNCF
- Lignes Express Régionales (LER).

Les gares SNCF les plus proches sont :
- la gare d'Aix-en-Provence ;
- la gare de Marseille-Saint-Charles ;
- la gare des Arcs - Draguignan ;
- la gare de Toulon.

#### Aéroport en Provence-Alpes-Côte d'Azur
- Aéroport Marseille-Provence,
- Aéroport de Toulon-Hyères.
- Aéroport de Nice-Côte d'Azur,

#### Ports en Provence-Alpes-Côte d'Azur
- La Rade de Toulon,
- Le Grand port maritime de Marseille,
- Port Hercule (Port de Monaco),
- Port Lympia (port de Nice).

## Histoire
Il semblerait, comme en témoignent la grotte préhistorique de la Baume (abri sous roche) qui se trouve sous le village fortifié de Saint-Thomé, ou encore les vestiges romains trouvés au quartier de Trians (ruines de la chapelle Notre-Dame située à l'emplacement d'une ville gallo-romaine), que Néoules ait été depuis longtemps habitée. Cependant, les origines du peuplement restent méconnues. Le Regay, avent situé au sud-est du village, a livré de la céramique préhistorique sans que l'on sache s'il s'agissait d'un habitat ou d'une réserve d'eau. Les âges du bronze et du fer n'ont, jusqu'à présent, livré aucun site archéologique. Il faudra attendre la mise en valeur de la plaine à l'époque romaine pour ainsi voir apparaître un certain nombre de fermes parmi lesquelles celles de Trians et du quartier Saint-Jean. Mais, à l'heure actuelle, il n'en reste aucun vestige architectural visible.
Le premier établissement de population s'est effectué sur le piton de Saint-Thomé en raison de sa double position géographique et stratégique. Au XVIe siècle, ce site fut abandonné au profit des terres agricoles où se sont constitués les hameaux de la Bataillère et Font Gayou, ainsi que le village actuel (qui s'appelait Ribière) et ce, autour du château édifié entre janvier et novembre de l'année 1585 (délai mentionné sur le devis de commande de l'époque) et de l'église Saint-Jean-Baptiste édifiée, elle, en 1565.
En 1200, le territoire fait partie de la seigneurie de Signes. Charle Ier, comte de Provence, fait son entrée en Provence en 1246 à Aix, tout d'abord, puis à Brignoles. À la suite d'une affaire criminelle, son autorité est reconnue. Dans l’enquête sur les droits et revenus de Charles Ier d'Anjou en Provence de 1252 (ERC n° 359-362), on lit qu’un hôpital existe alors sur le territoire. La même année, une autre enquête indique que l’hôpital se situe hors du castrum et que l’enceinte possède un portail   (AD13, B 347). Mais Charles Ier ne conserva pas longtemps la seigneurie de Néoules. En effet, dans le cadre de sa politique de prise de contrôle des principales villes de Provence, la seigneurie de Néoules lui servit de monnaie d'échange avec plusieurs autres seigneuries ou parts de seigneuries (Signes, La Roquebrussanne, Méounes, Meynarguette, Le Béranger, Orves) afin d'acquérir la juridiction et les droits temporels détenus par l'évêque de Marseille. Cette transaction fut conclue le 30 août 1257, et l'évêque de Marseille devint, de fait, le principal seigneur de Néoules, bien que le village appartienne au diocèse de Toulon.
Au XVIe siècle, le village (descendu de la colline Saint-Thomé au quartier Ribière) est possédé par plusieurs seigneurs (les sieurs Reybiol et Blancart, ainsi que l'évêque de Marseille).
À partir de 1657, un certain André Allard se met à acheter, petit à petit, les différentes parts de la seigneurie de Néoules, si bien qu'avant la fin du XVIIe siècle, il en est le seul et unique seigneur. Jean-François Allard, né en 1750, fut le dernier seigneur de Néoules. Thérèse Henriette lui succéda. Cette parente est devenue par la suite marquise de Grimaldi-Régusse, ce qui explique que les archives des Allard furent déposées au palais des Princes de Monaco.
En 1721, Néoules est atteint par l'épidémie de peste venue de Marseille, tuant plus de 300 habitants.
En 1908, à la suite de la révolte des vignerons de 1907, Néoules crée la deuxième cave coopérative du Var.

## Héraldique
| Blason de Néoules | Blason  | D'azur à trois noix d'or, . |
| Blason de Néoules | Détails |                             |

## Politique et administration

### Budget et fiscalité 2020

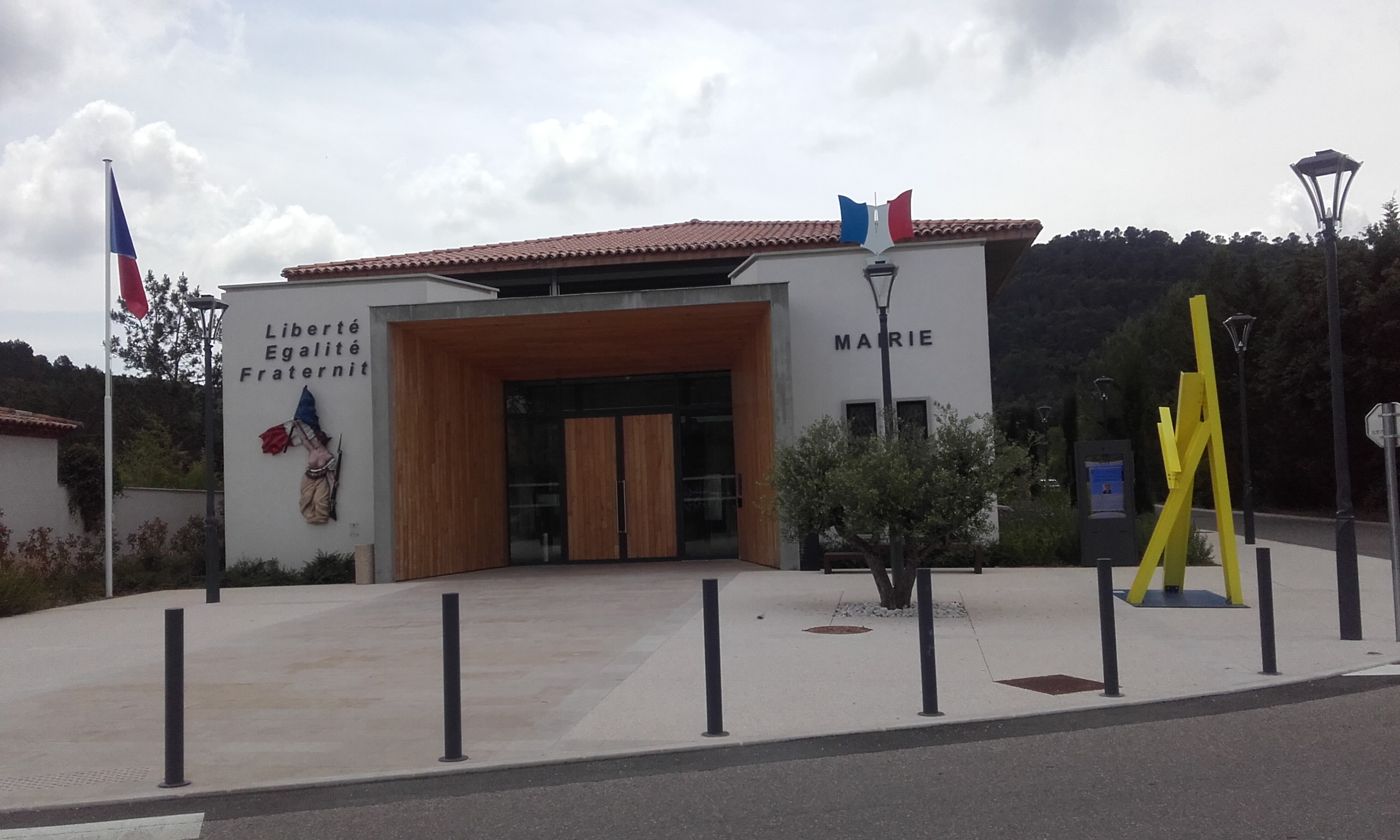
Mairie.

En 2020, le budget de la commune était constitué ainsi :
- total des produits de fonctionnement : 3 095 000 €, soit 1 119 € par habitant ;
- total des charges de fonctionnement : 2 884 000 €, soit 1 043 € par habitant ;
- total des ressources d’investissement : 877 000 €, soit 317 € par habitant ;
- total des emplois d’investissement : 750 000 €, soit 271 € par habitant ;
- endettement : 2 614 000 €, soit 945 € par habitant.

Avec les taux de fiscalité suivants :
- taxe d’habitation : 10,38 % ;
- taxe foncière sur les propriétés bâties : 17,20 % ;
- taxe foncière sur les propriétés non bâties : 97,70 % ;
- taxe additionnelle à la taxe foncière sur les propriétés non bâties : 0 % ;
- cotisation foncière des entreprises : 0 %.

Chiffres clés Revenus et pauvreté des ménages en 2018 : médiane en 2018 du revenu disponible, par unité de consommation : 23 060 €.

### Liste des maires
| Période                                  | Période              | Identité                  | Étiquette   | Qualité |
| ---------------------------------------- | -------------------- | ------------------------- | ----------- | --- |
| Les données manquantes sont à compléter. |                      |                           |             | |
| 1874                                     | 1875                 | César-Frédéric Émeric     |             | |
| 1878                                     | 1881                 | Victor Émeric             |             | |
| ca. 1893                                 |                      | M. Brémond                |             | |
| Les données manquantes sont à compléter. |                      |                           |             | |
| mai 1929                                 | octobre 1940 (décès) | Henri Émeric (1885-1940)  | RG          | Président de coopérative vinicole Réélu en 1935 |
| août 1944                                | mars 1959            | Louis Joulian (1895-1980) | SFIO        | Commerçant Élu en 1945, réélu en 1947 et 1953 |
| Les données manquantes sont à compléter. |                      |                           |             | |
| ca. 1980                                 |                      | Alphonse Rumello          |             | |
| juin 1995                                | octobre 2020         | André Guiol (1954- )      | PS puis TdP | Ancien chef de bureau d'études Sénateur du Var (2020 → ) Conseiller général du canton de La Roquebrussanne (2008 → 2015) 6e vice-président de la CA de la Provence Verte (2018 → 2020) Réélu en 2001, 2008, 2014 et 2020 |
| 26 octobre 2020                          | en cours             | Christian Ryser (1949- )  | DVG         | Commerçant retraité, ancien 1er adjoint |

### Politique environnementale
La commune fait partie du parc naturel régional de la Sainte-Baume, créé par décret du 20 décembre 2017.

## Urbanisme

### Typologie
Au 1er janvier 2024, Néoules est catégorisée bourg rural, selon la nouvelle grille communale de densité à sept niveaux définie par l'Insee en 2022.
Elle appartient à l'unité urbaine de Néoules, une unité urbaine monocommunale constituant une ville isolée,. Par ailleurs la commune fait partie de l'aire d'attraction de Toulon, dont elle est une commune de la couronne,. Cette aire, qui regroupe 35 communes, est catégorisée dans les aires de 200 000 à moins de 700 000 habitants,.

### Occupation des sols
L'occupation des sols de la commune, telle qu'elle ressort de la base de données européenne d’occupation biophysique des sols Corine Land Cover (CLC), est marquée par l'importance des forêts et milieux semi-naturels (73,7 % en 2018), en diminution par rapport à 1990 (78,8 %). La répartition détaillée en 2018 est la suivante : 
forêts (68,6 %), zones urbanisées (10,1 %), zones agricoles hétérogènes (7,2 %), cultures permanentes (7 %), milieux à végétation arbustive et/ou herbacée (5,1 %), zones industrielles ou commerciales et réseaux de communication (2 %). L'évolution de l’occupation des sols de la commune et de ses infrastructures peut être observée sur les différentes représentations cartographiques du territoire : la carte de Cassini (XVIIIe siècle), la carte d'état-major (1820-1866) et les cartes ou photos aériennes de l'IGN pour la période actuelle (1950 à aujourd'hui).

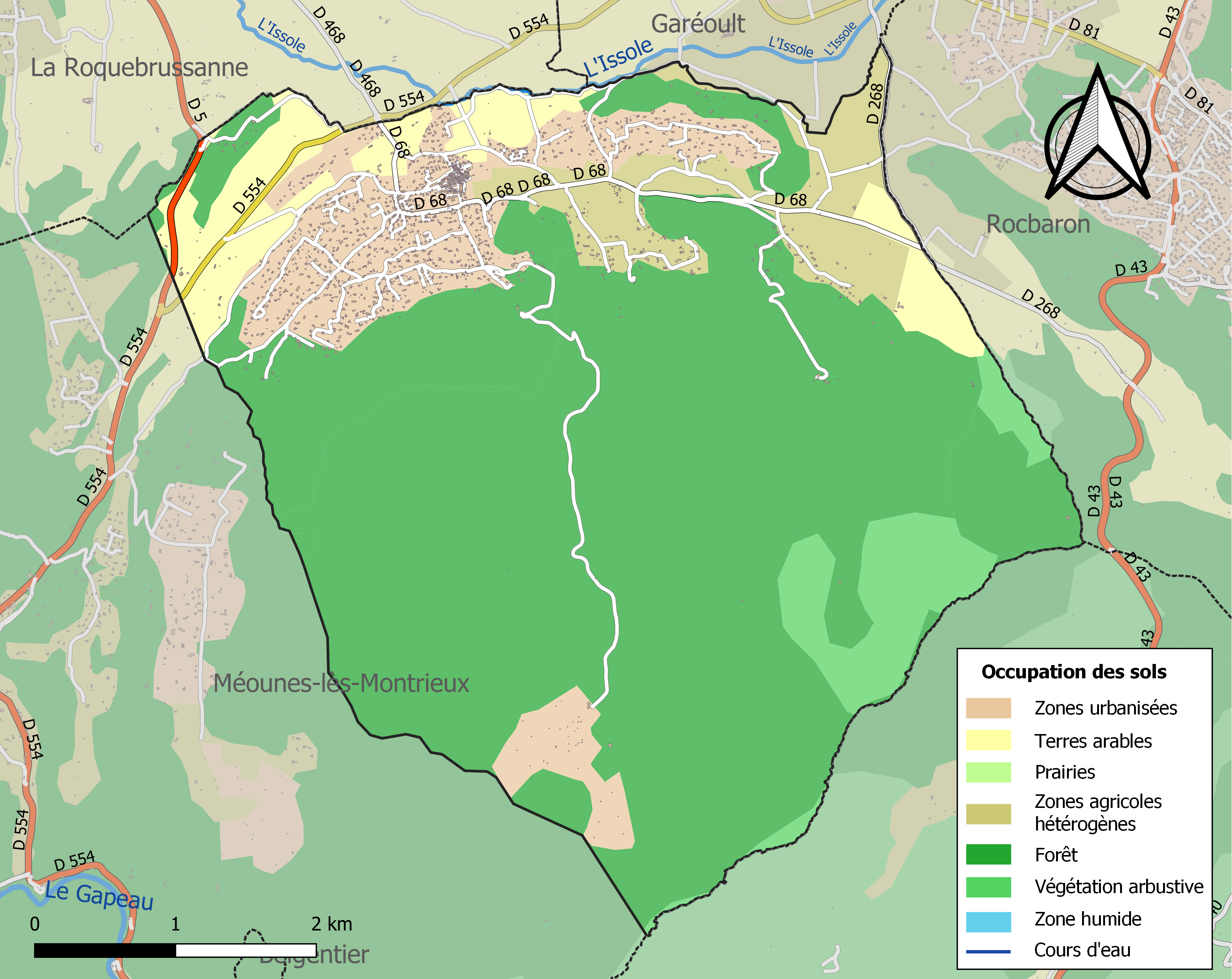
Carte des infrastructures et de l'occupation des sols de la commune en 2018 (CLC).

## Population et société

### Démographie

#### Évolution démographique
L'évolution du nombre d'habitants est connue à travers les recensements de la population effectués dans la commune depuis 1793. Pour les communes de moins de 10 000 habitants, une enquête de recensement portant sur toute la population est réalisée tous les cinq ans, les populations de référence des années intermédiaires étant quant à elles estimées par interpolation ou extrapolation. Pour la commune, le premier recensement exhaustif entrant dans le cadre du nouveau dispositif a été réalisé en 2005.

En 2022, la commune comptait 2 956 habitants, en évolution de +9,81 % par rapport à 2016 (Var : +4,98 %, France hors Mayotte : +2,11 %).
| 1793 | 1800 | 1806 | 1821 | 1831 | 1836 | 1841 | 1846 | 1851 |
| ---- | ---- | ---- | ---- | ---- | ---- | ---- | ---- | ---- |
| 460  | 513  | 485  | 611  | 666  | 627  | 613  | 598  | 625  |

| 1856 | 1861 | 1866 | 1872 | 1876 | 1881 | 1886 | 1891 | 1896 |
| ---- | ---- | ---- | ---- | ---- | ---- | ---- | ---- | ---- |
| 634  | 630  | 580  | 599  | 574  | 420  | 360  | 342  | 360  |

| 1901 | 1906 | 1911 | 1921 | 1926 | 1931 | 1936 | 1946 | 1954 |
| ---- | ---- | ---- | ---- | ---- | ---- | ---- | ---- | ---- |
| 369  | 337  | 353  | 318  | 318  | 323  | 335  | 305  | 316  |

| 1962 | 1968 | 1975 | 1982 | 1990  | 1999  | 2005  | 2006  | 2010  |
| ---- | ---- | ---- | ---- | ----- | ----- | ----- | ----- | ----- |
| 304  | 439  | 372  | 619  | 1 110 | 1 617 | 2 206 | 2 264 | 2 486 |

| 2015  | 2020  | 2022  | - | - | - | - | - | - |
| ----- | ----- | ----- | - | - | - | - | - | - |
| 2 651 | 2 887 | 2 956 | - | - | - | - | - | - |

### Enseignement
- Écoles élémentaire et primaire[40].
- Collèges à Garéoult, Rocbaron, Cuers, Brignoles.
- Lycées à Cuers, La Celle, Brignoles, Toulon.

### Santé
Les professionnels et établissements de santé les plus proches :
- Médecins généralistes à Garéoult.
- Dentistes à Garéoult.
- Kinésitherapeute à Garéoult.
- Infirmières à Garéoult.
- Pharmacie ouverte au village en 2017.
- Ophtalmologiste à Brignoles.
- Hôpital à Brignoles.
- Radiologie à Rocbaron et Brignoles.

### Cultes
Catholique, paroisse de Garéoult, église Saint-Jean-Baptiste à Néoules, diocèse de Fréjus-Toulon.

## Lieux et monuments
- Le château Renaissance, édifié en 1584[43] est aujourd'hui divisé en plusieurs habitations privées.
- L'église Saint-Jean-Baptiste[44] édifiée en 1528 et agrandie en 1567, et sa cloche de 1723[45]. La première église paroissiale de Néoules était dédiée à saint Thomas[46].
- Monuments commémoratifs[47] :
  - Monument aux morts[48] avenue de la Libération[49],
  - Plaque commémorative dans l'église Saint-Jean-Baptiste,
  - Conflits commémorés 1914-1918 et 1939-1945[50],
  - Conflits commémorés AFN - Algérie (1954-1962)[51].
- Chateauloin (tour gardant l'entrée du village)[52].
- La Pierre Plantée de Néoules[53] : signalé comme dolmen probable par le commandant Laflotte en 1929[54],[55], il ne s'agit pas d'une structure mégalithique mais d'un simple clapier comme l'a attesté une fouille de sauvetage entreprise en 1985 par Philippe Hameau[56].
- La fontaine républicaine[57].
- Bassin abreuvoir, lavoir[58].
- Le château d'eau de l'avenue Font-Marcellin[59].
- La ragaie de Néoules[60].
- La grotte profonde de la Baume, abri sous roche, d'où jaillit la source Fouan Croutado[61].

## Économie

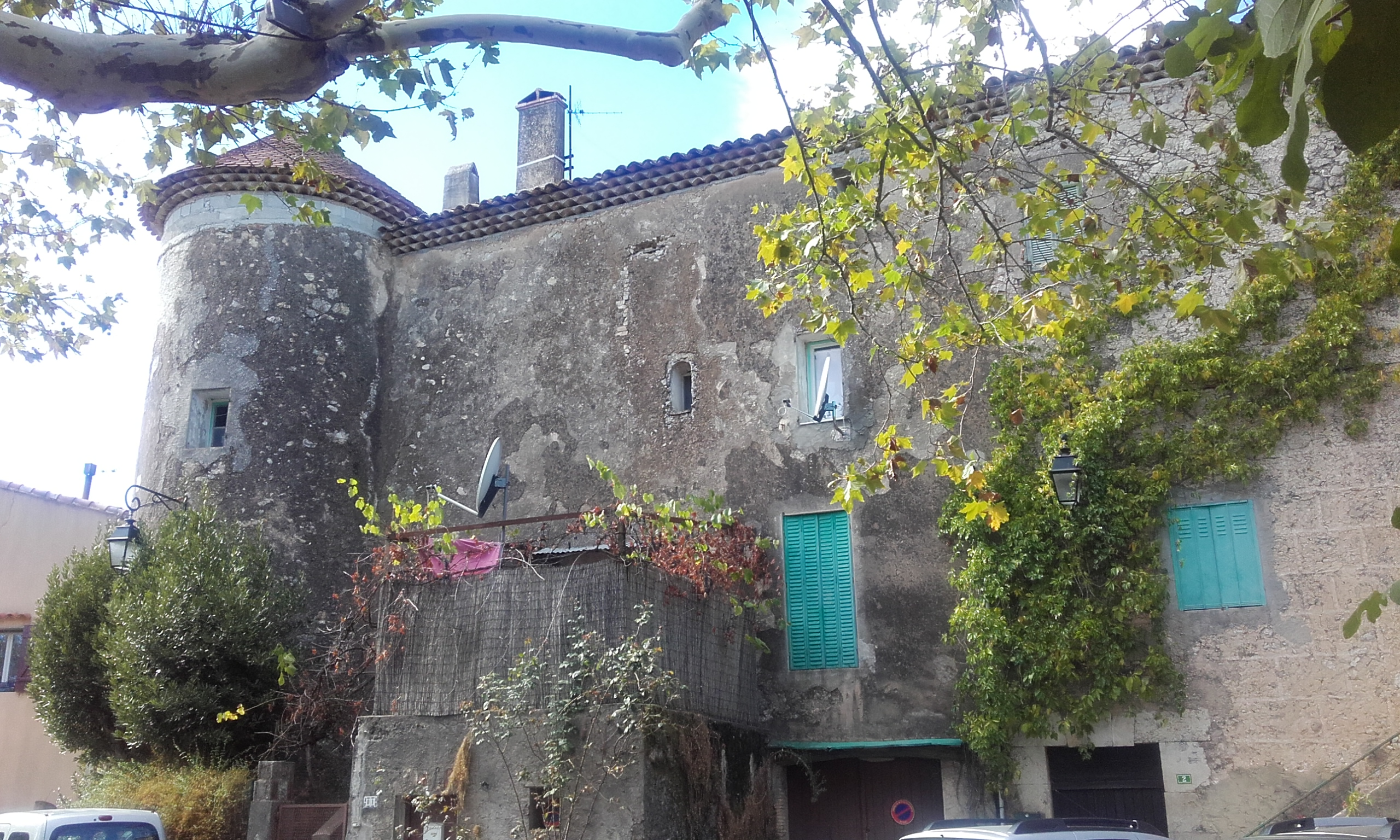
Château.
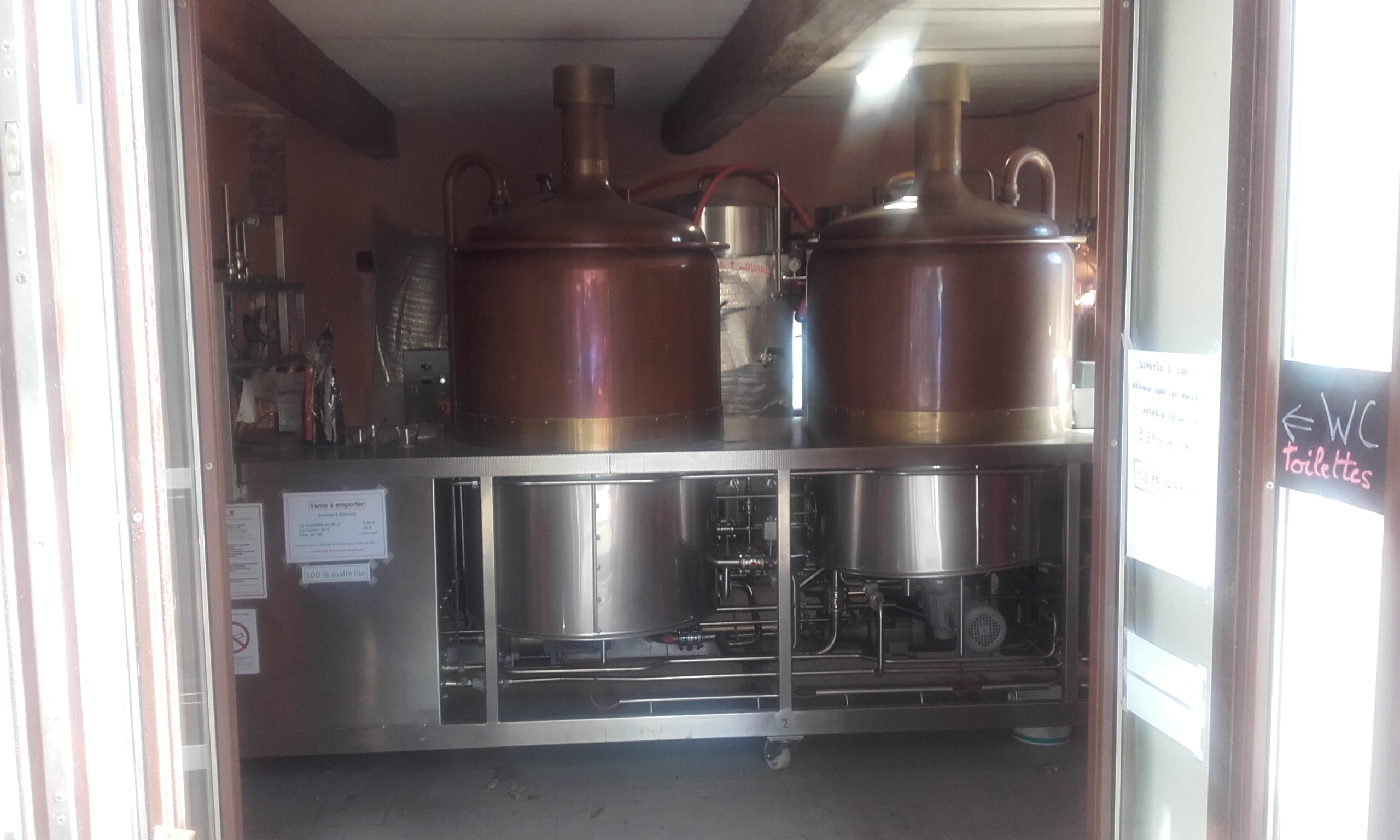
Brasserie.
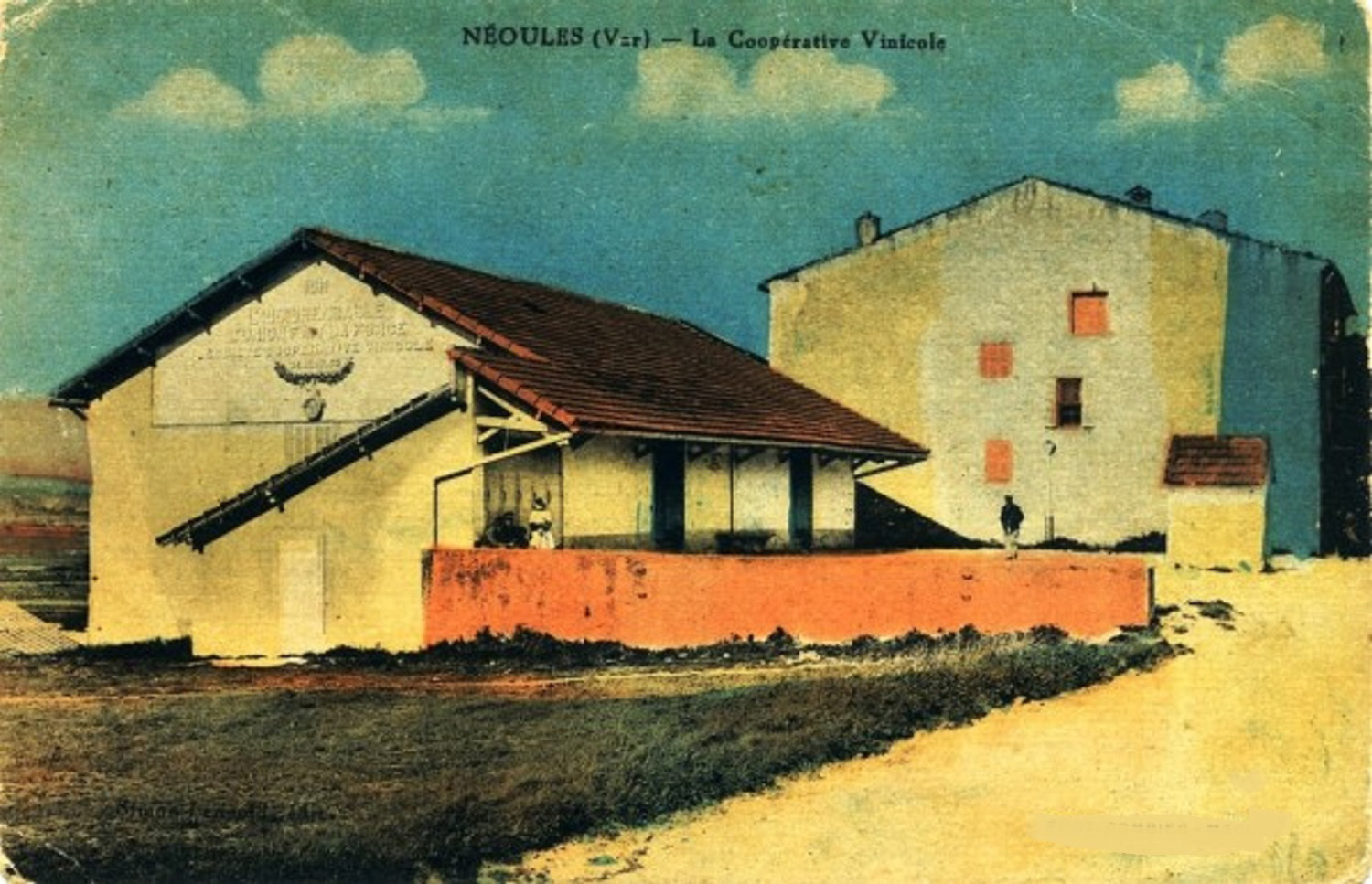
Cave coopérative.

### Agriculture
- Coopérative vinicole « L'Indispensable »[62]. C’est à Néoules que fut créée, en 1908, la seconde cave coopérative du Var. Elle a été agrandie en 1911[63].
- Château de Trians, domaine viticole du XVIIIe siècle[64],[65].

### Entreprises et commerces

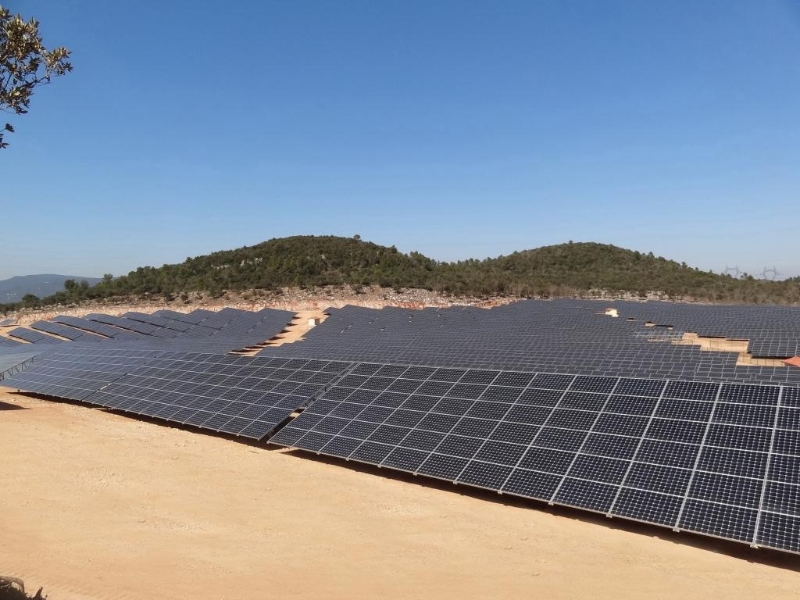
Centrale solaire photovoltaïque.

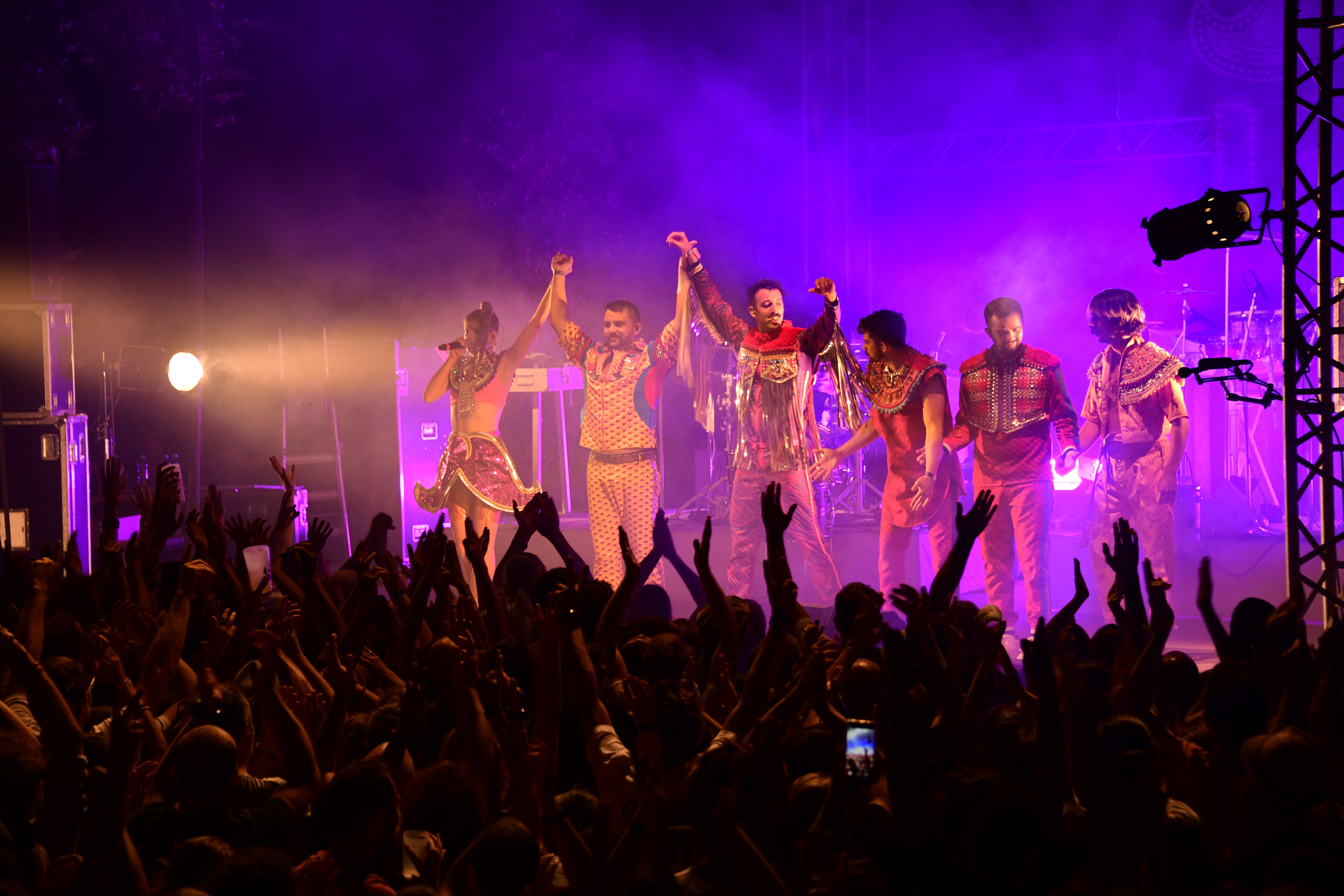
Festival 2019.

- Brasserie artisanale « La Blonde & la Brune »[66].
- Apiculteur ; Les Ruches de Saint Thomé ; Oliveraie du Peyronnier ; Truffes[67]...
- Centrale solaire photovoltaïque dans le massif de la Verrerie, d'une puissance de 24 MWc, mise en service en 2012[68],[69].

### Animation et tourisme
- Animations créées par l’association “Châteauloin-Chemins Pluriels”[70].
- Le Festival des musiques du monde[71].
- Création d'Esprit de Cirque[72]. Le chapiteau a été monté à l'année  depuis juillet 2008[73].
- L'hébergement touristique est assuré grâce à des gîtes et chambres d'hôtes[74]; commerces de proximité : café-restaurants "Les Vignes D'or" et "Lissole", pizzeria "La Campagnette"[75]...
- Le patrimoine architectural du village[76] et les sites environnants offrent des promenades pour tous les publics.

## Personnalités liées à la commune
- En 1257, Benoît d'Alignan, évêque de Marseille, est le principal seigneur de Néoules[77], le village reste la propriété du diocèse de Toulon[78].
- Pierre Blanchard. Fils d'Antoine Blancard et de Violande Thomas des seigneurs de Néoules. Né entre 1495 et 1500. Père de François Blancard, seigneur de Néoules, Jean-Pierre et Charles Blancard[79].
- Jean-François d'Allard de Néoules, dernier seigneur de Néoules[80].
- Jean Boniface Textoris, chirurgien, médecin en chef de la Marine impériale y meurt le 3 septembre 1828.